# 中井金三
中井金三（なかい きんぞう、1883年8月20日 - 1969年2月9日）は、日本の洋画家。
前田寛治、河本緑石らとともに鳥取中部の芸術団体「砂丘社」を創設。倉吉中学（現倉吉東高校）、倉吉高等女学校（現倉吉西高校）で教員を務め、郷土の芸術文化の振興に貢献した。

## 人物・略歴
1883年（明治26年）、鳥取県久米郡中河原村（現・倉吉市中河原）で、中井喜七郎の次男として生まれる。中井家は造り酒屋であった。1897年（明治30年）小鴨高等小学校を卒業し、上京。杉浦重剛の称好塾に門下生として入り、日本中学校（現・日本学園中学校・高等学校）を卒業。日本中学では真野紀太郞に教わる。白馬会研究所では和田英作、湯浅一郎から絵画の基礎を学ぶ。1905年（明治38年）東京美術学校（現・東京芸術大学）西洋画科に入学、黒田清輝の指導を受ける。卒業制作「河岸」は、田辺至に次ぐ二席の評価を得る。同級生には藤田嗣治、香田勝太らがいた。東京美術学校在学中の1909年（明治42年）、画題を求めて竹島に渡り、作品「アシカ狩り」「竹島風景」を制作した。
1910年に東京美術学校を卒業後、家業の倒産により帰郷する。倉吉中学に勤める傍ら、東京美術学校入学を目指していた前田寛治を自宅で指導した。中井の自宅には芸術を志す若者たちが集まるようになり、倉吉中学の教え子らを中心に1920年（大正9年）年、芸術団体「砂丘社」が創設された。「砂丘社」は大正期から昭和初期にかけて精力的に活動し、郷土の芸術・文化の発展に寄与した。自宅にアトリエを構え、庭でバラを栽培し、明るい色彩のバラの絵をよく描いた。1969年（昭和44年）2月9日逝去。享年85歳。

## 栄典
- 1928年 - 大礼記念章、従七位